# Пахаренко Олександр Григорович
Олександр Григорович Пахаренко (квітень 1914 — ?) — український радянський партійний діяч, помічник 1-го секретаря ЦК КПУ Петра Юхимовича Шелеста. Кандидат у члени ЦК КПУ в березні 1966 — лютому 1976 року.

## Біографія
Освіта вища. Член ВКП(б) з 1939 року.
На 1957—1958 роки — інструктор Київського обласного комітету КПУ.
Перебував на відповідальній роботі в апараті ЦК КПУ.
На 1964—1972 роки — помічник 1-го секретаря ЦК КПУ Петра Юхимовича Шелеста.
Потім — на пенсії.

## Нагороди
- орден Трудового Червоного Прапора (30.04.1966)
- медаль «За трудову доблесть» (26.02.1958)
- медалі
- Почесна грамота Президії Верховної Ради Української РСР (.04.1964)